# Isola di Pinarello
L'isola di Pinarello (in corso Pinarellu o Pinareddu) è un'isola disabitata parte del comune di Zonza.